# Isabel Allende
Isabel Allende Llona (sinh ngày 2 tháng 8 năm 1942) là một nhà văn Chile với tư cách công dân Mỹ. Allende, có các tác phẩm đôi khi chứa đựng các khía cạnh của truyền thống "ma thuật hiện thực", nổi tiếng với tiểu thuyết như Ngôi nhà của các linh hồn (La casa de los espíritus) (1982) và Thành phố của những tên ác quỷ (La ciudad de las bestias) (2002) đã thành công về mặt thương mại. Allende đã được mệnh danh là "tác gia sáng tác bằng tiếng Tây Ban Nha được đọc rộng rãi nhất". Năm 2010, bà đã nhận được Giải thưởng văn học quốc gia Chile Năm 2004, Allende đã được ghi tên vào Viện hàn lâm Nghệ thuật và Văn học Hoa Kỳ.
Tiểu thuyết của Allende đôi khi dựa vào kinh nghiệm của riêng cá nhân mình và thường tỏ lòng kính trọng đối với cuộc sống của phụ nữ, trong khi thêu dệt dệt cùng các yếu tố của thần thoại và hiện thực. Bà đã thuyết giảng và đi lưu diễn nhiều trường đại học cao đẳng Mỹ để giảng dạy văn học. Allende đã nhận được tư cách công dân Mỹ vào năm 2003 và đã sống ở California với chồng từ năm 1989. Bà là người gốc xứ Basque, Tây Ban Nha và Bồ Đào Nha.
Bà được trao Giải Văn học Hans Christian Andersen năm 2012.

## Tác phẩm

### Tiểu thuyết
- La casa de los espíritus (Ngôi nhà của các linh hồn, 1982)
- La gorda de porcelana (1984)
- De amor y de sombra (Về tình yêu và những cái bóng, 1984)
- Eva Luna (1987)
- Cuentos de Eva Luna (Những câu chuyện về Eva Luna, 1989) tập truyện
- El plan infinito (Kế hoạch không hạn định, 1991)
- Hija de la fortuna (Con gái của vận may, 1999)
- Retrato en sepia (2000)
- La ciudad de las bestias (Thành phố của những tên ác quỷ, 2002)
- El reino del dragón de oro (2003)
- El bosque de los pigmeos (2004)
- El Zorro: Comienza la leyenda (2005)
- Inés del alma mía (2006)
- La suma de los días (2007)
- La isla bajo el mar (Đảo bên dưới biển, 2009)
- El Cuaderno de Maya (2011)
- El juego de Ripper (2014)
- El amante japonés (2015)
- Más allá del invierno (2017)

### Hồi ký
- Paula (1994)
- Afrodita (1998)
- Mi país inventado (2003)
- La suma de los días (2008)